# Акшукур
Акшуку́р (каз. Ақшұқыр) — село у складі Тупкараганського району Мангистауської області Казахстану. Адміністративний центр Акшукурського сільського округу.
Населення — 12279 осіб (2021; 6230 у 2009, 3347 у 1999, 3008 у 1989).